# Mosese Taga
Mosese Taga (ur. 17 września 1964 w Nailaga, zm. 1 lutego 2022 w Suvie) – fidżyjski rugbysta grający w pierwszej linii młyna, reprezentant kraju, uczestnik Pucharów Świata w 1987 i 1991, następnie trener i działacz.
Uczęszczał do Draiba Fijian School wraz z Wiliame Katonivere, a następnie do Queen Victoria School.
Na poziomie klubowym grał dla QVSOB oraz Nabua Rugby Club, z którym triumfował w lokalnych rozgrywkach Suva Rugby Union w 1993 roku. Z reprezentacją dystryktu Suva z kolei zwyciężył w 1988 roku w krajowych rozgrywkach Farebrother-Sullivan Trophy.
W latach 1987–1998 rozegrał, także jako kapitan, 34 testmecze dla fidżyjskiej reprezentacji oraz kilkadziesiąt innych spotkań z regionalnymi zespołami. Dwukrotnie uczestniczył w Pucharze Świata: w inauguracyjnej edycji Fidżyjczycy awansowali do ćwierćfinału, zaś cztery lata później zespół pod jego wodzą zakończył bez zwycięstwa udział na fazie grupowej.
Z sukcesami trenował następnie zespół Suva, był jednym z selekcjonerów kadry narodowej oraz członkiem zarządu Fiji Rugby Union. Zawodowo pracował w Bank of the South Pacific.